# Pseudowintera axillaris
Pseudowintera axillaris, conocida como horopito de tierras bajas es una especie perteneciente a la familia Winteraceae. 

## Descripción
Es un arbusto o árbolito de hasta 8 m de altura. Se distribuye en bosques montañosos de tierras bajas, de 35º a 42° de Lat. S.  En la Isla del Sur crece en el oeste.

## Taxonomía
Pseudowintera axillaris fue descrita por  (J.R.Forst. & G.Forst.) Dandy y publicado en Journal of Botany, British and Foreign 71: 121, en el año 1933.
Sinonimia
- Drimys axillaris J.R.Forst. & G.Forst.	basónimo
- Wintera axillaris (J.R. Forst. & G. Forst.) G. Forst.[2]